# Хорин, Аарон
Аарон Хорин (ивр. אהרן חארין‎; 3 августа 1766, Границе, Моравия, Австрийская империя (ныне район Пшеров Оломоуцкого края, Чехии) — 24 августа 1844, Арад) — венгерский раввин, деятель реформистского иудаизма в Венгрии.

## Биография

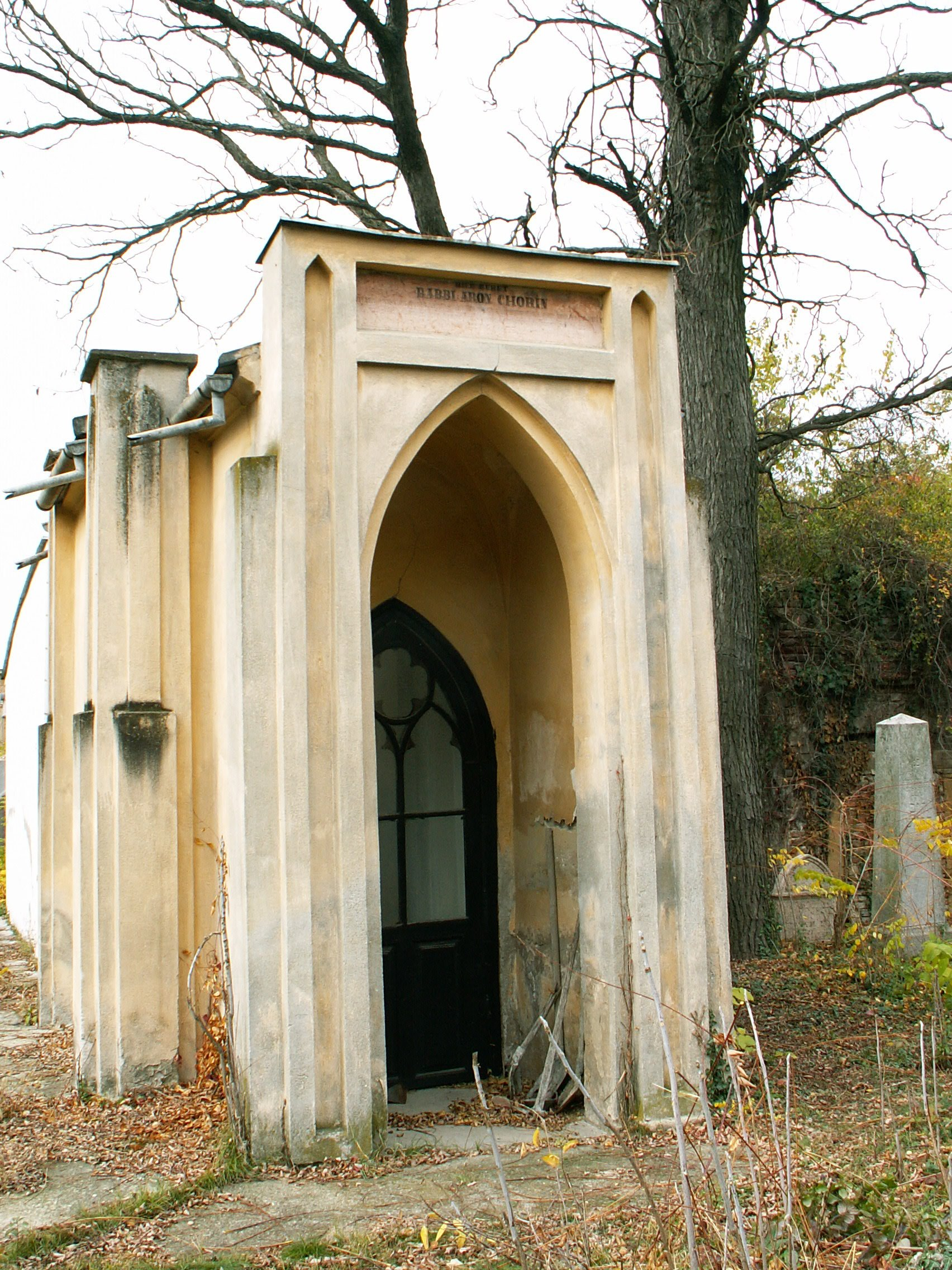
Могила А. Хорина на еврейском кладбище в Араде

Два года обучался в иешиве, а затем в Праге в талмудической школе Й. Ландау, где в дополнение к религиоведению, приобрёл знания по общей философии и появился интерес к Каббале.
В 1789 году был назначен раввином Арада. В течение многих лет играл видную роль в истории общины Арада, всецело отдавшись делам общины и организовав большинство благотворительных учреждений города.
В 1803 году опубликовал в Праге книгу Эмек ха-Шаве с критикой обычаев, которые он объявил не имеющими оснований в иудаизме, ссылаясь в своих реформах на Талмуд. Книга вызвала бурю среди ортодоксов, нашедших её еретической. Выступая с решительной оппозицией к традиционным обычаям в Венгрии, Хорин навлёк на себя вражду большинства своих коллег.
Некоторые из них обратились к общине Арада с призывом запретить книгу. Хорин был вызван и предстал перед представителями общины, которые постановили сжечь его книгу, и заставили его отречься в письменной форме от написанного. Тем не менее, Хорин обратились к правительству, которое отменило приговор.
А. Хорин выступал за отмену обычая «капарот» (обряда искупления) и размещение копий псалмов восхождения возле роженицы. Со временем он расширил свои реформы, в частности, в синагогальной литургии, отменив молитву «Кол нидрей», изменил тексты других молитв, позволяя читать молитву на родном языке с непокрытой головой, и выступал за использование орга́на в субботу. Выступал за сокращение семи дней траура и некоторые послабления в быту в субботу.
А. Хорин был фанатичным борцом за светское образование и прилагал усилия для улучшения социального и культурного статуса евреев своей страны, проповедуя в пользу основания раввинской семинарии и одной из школ для поощрения ремёсел и сельского хозяйства среди евреев. Особенное значение для развития общины имели старания Хорина привлечь юношей к изучению ремесленного труда: Арад занимал первое место среди венгерских общин и по числу ремесленников, и по разнообразию ремёсел. В письме к Габриелю Ульману, главе еврейской общины в Пеште, Хорин перечислил виды этих занятий; тут были золотых дел мастера, кожевники, кондитеры, скорняки, бочары, часовщики, кузнецы, мыловары, слесари, портные и пр.
Умер в Араде (ныне: Румыния).

## Избранные работы
- Rosh Amanah
- Dawar be-Itto
- Kinat ha-Emet